# Djéni Kobina
 (octobre 2018).
 (mars 2022).
Si vous disposez d'ouvrages ou d'articles de référence ou si vous connaissez des sites web de qualité traitant du thème abordé ici, merci de compléter l'article en donnant les références utiles à sa vérifiabilité et en les liant à la section « Notes et références ».
Georges Djéni Kobina Kouamé, né le 8 août 1937, est un homme politique ivoirien.

## Biographie
Il naît à Gagnoa, dans l'ouest de la Côte d'Ivoire, où résident, pour des raisons professionnelles, ses parents Djéni Pahan, son père, né en 1905 à Grand-Bassam-Azuretti, et Yao Eba, sa mère, née en 1917 à Grand-Bassam. Ses parents sont tous deux d’ethnie N’zima, communément appelée appolonien. 
Après des études à Soubré, Daloa, Abidjan, Nancy-Lorraine et Poitiers il exerce les fonctions d'instituteur, de professeur certifié, de proviseur de lycée et de directeur régional de l'enseignement. À la suite de la création du syndicat des enseignants du secondaire de Côte d'Ivoire (Synesci) dont il a été d'ailleurs le 1er secrétaire général de juillet 1970 au 31 mars 1971, il fut incarcéré en prison sous le régime Houphouetiste. Il fut sous-officier de réserve de l'armée ivoirienne, directeur de cabinet de plusieurs ministères ivoiriens. Il fut ensuite secrétaire national du PDCI chargé des relations avec les partis politiques. 
En avril 1994, la parole lui a été refusée au congrès extraordinaire du PDCI-RDA, il décide donc de rompre avec le PDCI-RDA et fonde le RDR, un parti libéral se situant au centre de l’échiquier politique national ivoirien. Élu comme secrétaire général du RDR en juillet 1995, il meurt le 19 octobre 1998.

## Carrière

### Parcours scolaire
- 1944-1945 : entrée à l'école publique de Soubré
- 1949-1950 : il obtient son certificat d’études primaires élémentaires (CEPE).
- À l’issue du cours moyen deuxième année (CM2), il est orienté au collège catholique de Daloa pour effectuer son cycle secondaire.
- 1956 : il s'inscrit au lycée classique d'Abidjan. Il est récompensé en étant inscrit sur la liste des effectifs du lycée classique. Ensuite, il se voit attribuer une bourse en première), au début de l’année scolaire 1957-1958.
- 1958 : obtention du diplôme du baccalauréat série sciences expérimentales.
- 1959 : obtention de la 2e partie du diplôme du baccalauréat série sciences expérimentales avec la mention assez bien. Il est envoyé en France par le gouvernement, avec une bourse d’État, en vue de poursuivre ses études universitaires.
- 1963 : obtention d’une licence d’histoire-géographie à la faculté des lettres de Nancy-Lorraine. Il entre ensuite à la faculté des lettres de Poitiers.
- 1966 : obtention du CAPES en histoire-géographie
- 1966 : échec au concours d’agrégation de lycée

### Carrière professionnelle
- 1966 : Il rentre en Côte d'Ivoire pour être engagé à la fonction publique. il fut affecté dans un lycée de Bingerville en 1968.
- 1969 : Il est proviseur du lycée classique de Bouaké
- 1970 : Nommé directeur départemental (ou directeur régional) de l’Enseignement d’Abidjan.
- 1971 : Ses mouvements grévistes avec Albert Hoba le mènent en prison et il est enrôlé de force dans l’armée pendant vingt-deux mois.
- 1973 : Libération du service militaire, et nommé inspecteur général de l’Éducation nationale
- 1976 : Nommé directeur de cabinet du ministre des Affaires sociales
- 1983 : Nommé directeur de cabinet du ministre de la Sécurité
- 1989 : Directeur de cabinet du ministre Auguste Séverin Miremont.
- 1991 : Il est arrêté et admis à faire valoir ses droits à la retraite.

### Engagement syndical
- 1963 -1966 : Membre actif des mouvements syndicaux estudiantins en France dont : 
  - Union générale des étudiants de Côte d’Ivoire (UGECI),
  - Fédération des étudiants d’Afrique noire, section de Côte d’Ivoire (FEANF-CI) dont faisait partie Francis Wodié
  - Union des élèves et étudiants de Côte d’Ivoire (UNEECI).
- 1970 : Il crée le Syndicat national des enseignants du second degré de Côte d’Ivoire (SYNESCI) dont il fut le premier secrétaire général pendant 1 ans

### Parcours politique
- Militant de première heure en France au sein du Mouvement ivoirien de libération, une formation politique d’inspiration de gauche.
- De retour au pays, il est membre des instances dirigeantes et militant du Parti au pouvoir, le PDCI-RDA au bureau politique et comité central jusqu’à sa démission tacite le 27 septembre 1994.
- 1990 : Avant même l'instauration du multipartisme, il crée un courant de pensées au sein du PDCI-RDA : PDCI-Rénovation (au sein duquel militaient plusieurs membres du parti, tels que Eric Kahe, en vue de l'établissement du bilan du plus vieux parti ivoirien et de l'ouverture de nouvelles perspectives) et en sera le porte-parole, poste tenant lieu de poste de président.
- 1990 : Il est nommé au secrétariat général de ce parti, en tant que secrétaire national, chargé des relations avec les autres partis à la suite d'un congrès.
- 1990 : Candidat aux élections municipales et élu sur la liste PDCI-RDA du consensus, dirigée à l'époque par le maire de Cocody : Théodore Mel Eg.
- 1990 : Premier adjoint au maire de Cocody (jusqu’en 1994).
- Après le décès de Félix Houphouët-Boigny, en sa qualité de porte-parole du courant PDCI-Rénovation, il interpelle les instances du PDCI-RDA pour la tenue d’un congrès extraordinaire.
- Il ne put prendre la parole comme il le souhaitait lors du congrès extraordinaire. Il fonde le RDR avec certains de ses amis du PDCI-Rénovation, ainsi qu’une grande partie des partisans du Premier ministre Alassane Dramane Ouattara le 27 juin. Le courant PDCI-Rénovation perd dès lors toute sa visibilité et donc possibilité d'influencer la vie du parti.
- 1er et 2 juillet 1995 : Djéni Kobina Kouamé est élu, à une écrasante majorité, comme secrétaire général du RDR.

## Vie personnelle
famille : Djéni Pahan (père), Yao Eba (mère), 
Franck Djéni Kobina (fils), Patricia Djeni Kobina (fille).